# ایست ویلیج (منهتن)
ایست ویلیج (به انگلیسی: East Village) یک منطقهٔ مسکونی در ایالات متحده آمریکا است که در منهتن واقع شده‌است. ایست ویلیج ۶۳٬۳۴۷ نفر جمعیت دارد.